# Trésor de Begrâm

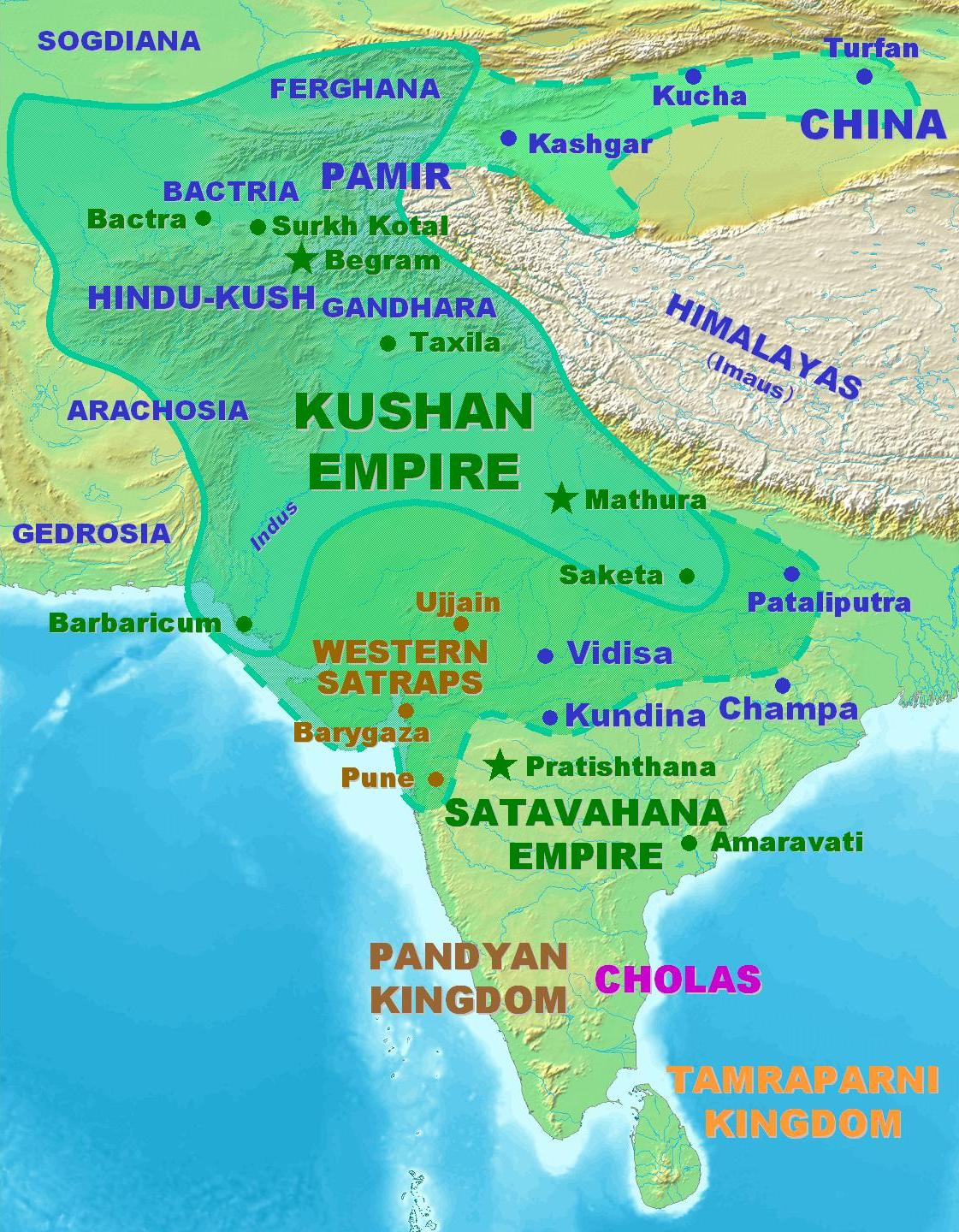
Carte de l'empire kouchan avec localisation de Begrâm

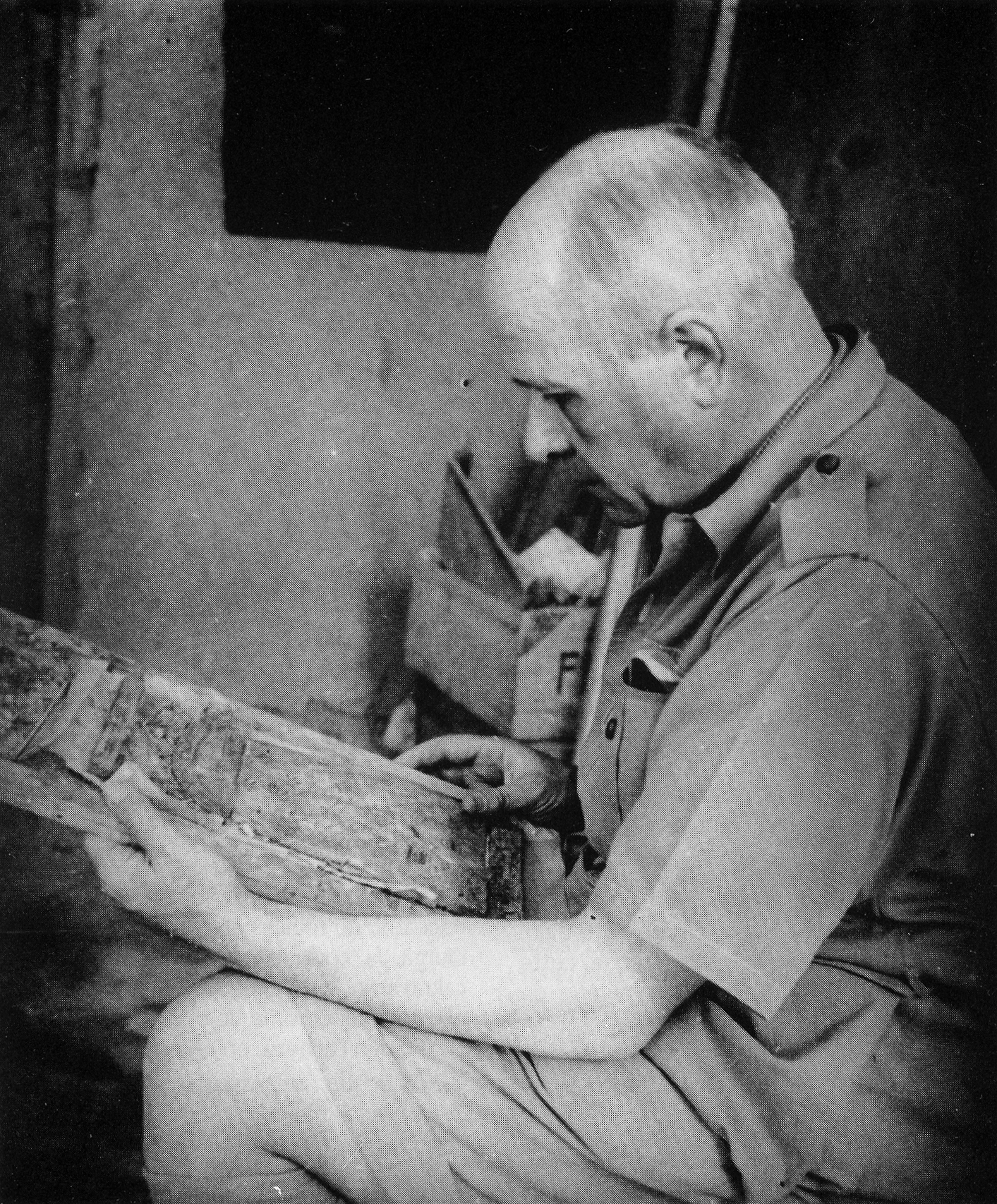
Joseph Hackin étudie la "Grande plaque en ivoire à décor sculpté en fort relief". Mission Hackin 1939-1940, Trésor de Begrâm, salle n°13, juillet-août 1939.

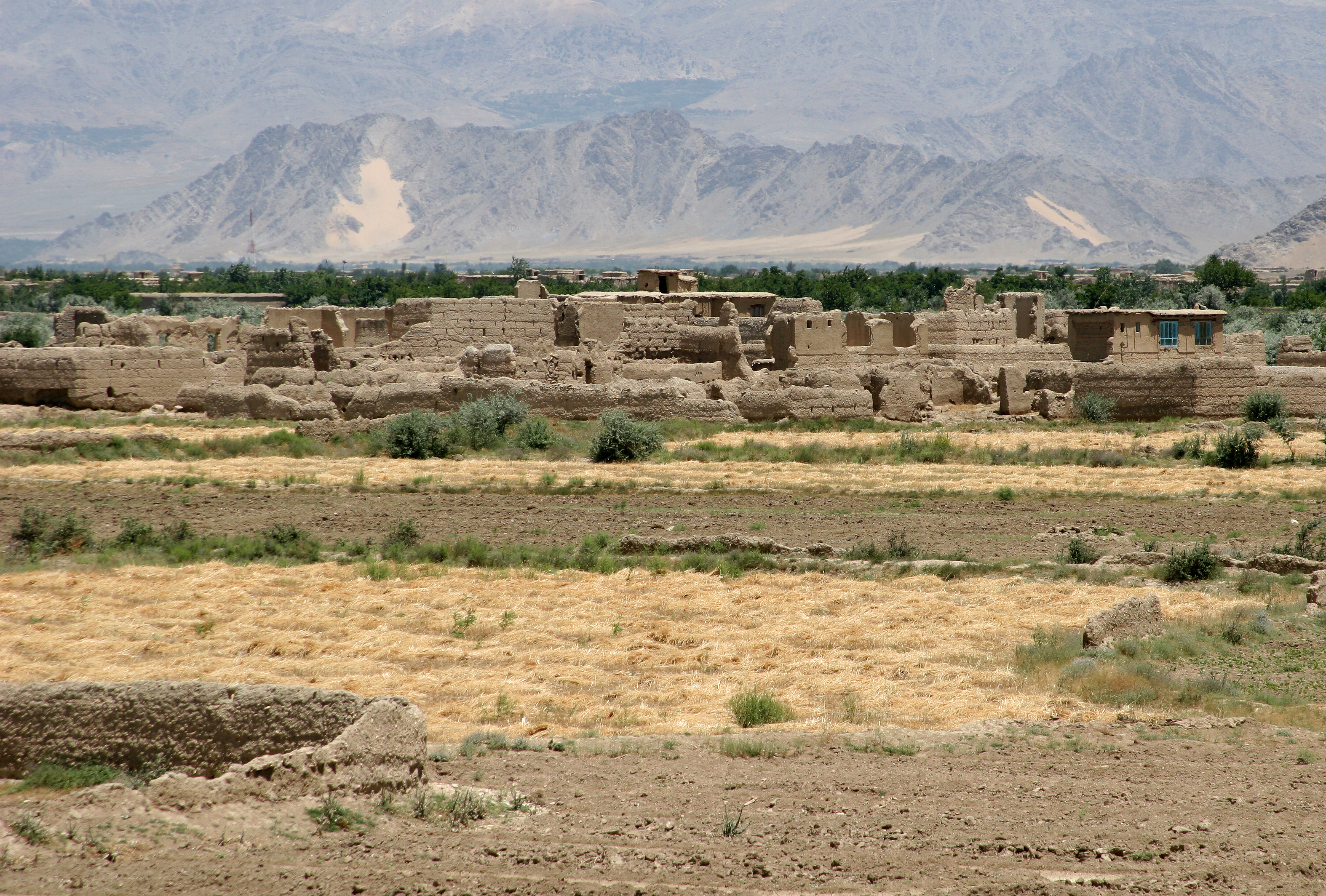
Les murs du palais des rois kouchans étaient bâtis en terre crue. Image d'illustration de constructions de ce type à Begrâm.

Le Trésor de Begrâm est une découverte archéologique majeure effectuée dans les années 1930 à Begrâm, en Afghanistan. Les pièces ont été partagées entre la France et l'Afghanistan.
Le trésor était composé d’œuvres d’art fabriquées de la Grèce à la Chine et emblématiques du rôle commercial intense mené sur la route de la soie.
L'ensemble retrouvé à Begrâm, l'ancienne Kapiçi, « montre l'Afghanistan aux confins de trois mondes, la Grèce, la Chine et l'Inde ». Pris longtemps  comme une cache de marchand, on le reconnaît maintenant comme une trésorerie royale murée.

## Histoire
Le site de Begrâm, à environ 60 km au nord de Kaboul, est occupé dès l'époque achéménide et correspond à la cité d'Alexandrie du Caucase fondée par Alexandre le Grand en 328-327 av. J.-C.
L'Empire kouchan fut administré sous Kanishka, règne sous lequel il est à son apogée à partir de trois capitales : Purushapura (actuelle Peshawar au nord du Pakistan), Bagram, Mathura, au nord de l’Inde. Begrâm, alors appelée Kapisa, était leur capitale d'été.
La cité est abandonnée à partir de 400 environ.

## Redécouverte
Le 9 septembre 1922 est signée à Kaboul une convention attribuant à la France le privilège des fouilles archéologiques en Afghanistan. Alfred Foucher identifie en 1923 Begrâm comme Kapiçi, la capitale du Kapiça, considérant le site comme prometteur pour les recherches archéologiques qui y seraient entreprises. Cependant les ordres venus de Paris lui imposent de commencer la recherche archéologique à Bactres.
Les fouilles de Begrâm débutent en décembre 1936, menée par Joseph Hackin et son épouse Ria dans le cadre de la Délégation archéologique française en Afghanistan ; le trésor est découvert en octobre 1937 par Ria Hackin et dégagé avec soin dans la chambre 10 et la salle contigüe (n°13) est fouillée quant à elle en juillet-août 1939.
La salle no 10 avait été murée, sans doute à la veille d'une attaque. Les objets, installés sur des étagères, s'étaient brisés lors de l'effondrement de celles-ci en un « indescriptible désordre » aggravé par la chute du plafond de la pièce selon Hackin.
La découverte a un retentissement international.
Les découvertes sont partagées entre la France et l'Afghanistan, en vertu d'un accord de monopole des fouilles, en 1937. Certaines pièces rejoignent les collections du musée Guimet à Paris tandis que d'autres intègrent celles du Musée national afghan de Kaboul.
Les fouilles se terminent sans avoir pu être achevées le 3 juillet 1940. Les fouilleurs, le couple Hackin et l'architecte Jean Carl qui leur était attaché, disparaissent tragiquement lors de la Seconde Guerre mondiale et les rapports de fouilles sont publiés après le conflit. Aucune publication générale ne permet de préciser le contexte de la découverte du trésor.
Certains éléments du musée de Kaboul sont confiés par sécurité sous couvert de l'UNESCO au musée Guimet en 1997 et 1999.

## Description et galerie
Le trésor était constitué de pièces d'artisanat fabriquées tout au long de la Route de la soie, de l'Empire romain à la Chine.
Le trésor contenait une grande variété d'objets :
- des éléments de décoration en ivoire sculpté provenant de meubles indiens. Ces ivoires sont travaillés dans plusieurs styles, comparables à ceux de Mathura (et de Sanchi) ou d'Inde du Nord-ouest, voire réalisés par des ateliers locaux (bactriens) formés en Inde du Nord[15]. Un ivoire similaire ayant été trouvé à Pompéi ;
- des laques chinoises de l'époque Han ;
- des verres peints gréco-romains, « plus anciens exemples de verres gréco-romains »[16] dont un verre comportant une représentation du phare d'Alexandrie (conservé à Kaboul) et un verre comportant une scène de l'Enlèvement d'Europe par Zeus (conservé à Paris)[10] ;
- des verres soufflés, dont des flacons en forme de poisson,
- des bronzes évoquant l'art indo-grec et indo-parthe de Taxila[1] ;
- des emblemata (singulier : emblema), stucs d'origine méditerranéenne ou hellénistique[7], marquant les liens avec Alexandrie et le monde romain[1] et rappelant les trouvailles de Chersonèse[16].

Joseph Hackin interprète alors le trésor comme étant d'époque kouchane, l'empire kouchan sous Kanishka se situant au carrefour entre monde romain et monde chinois.

### Galerie

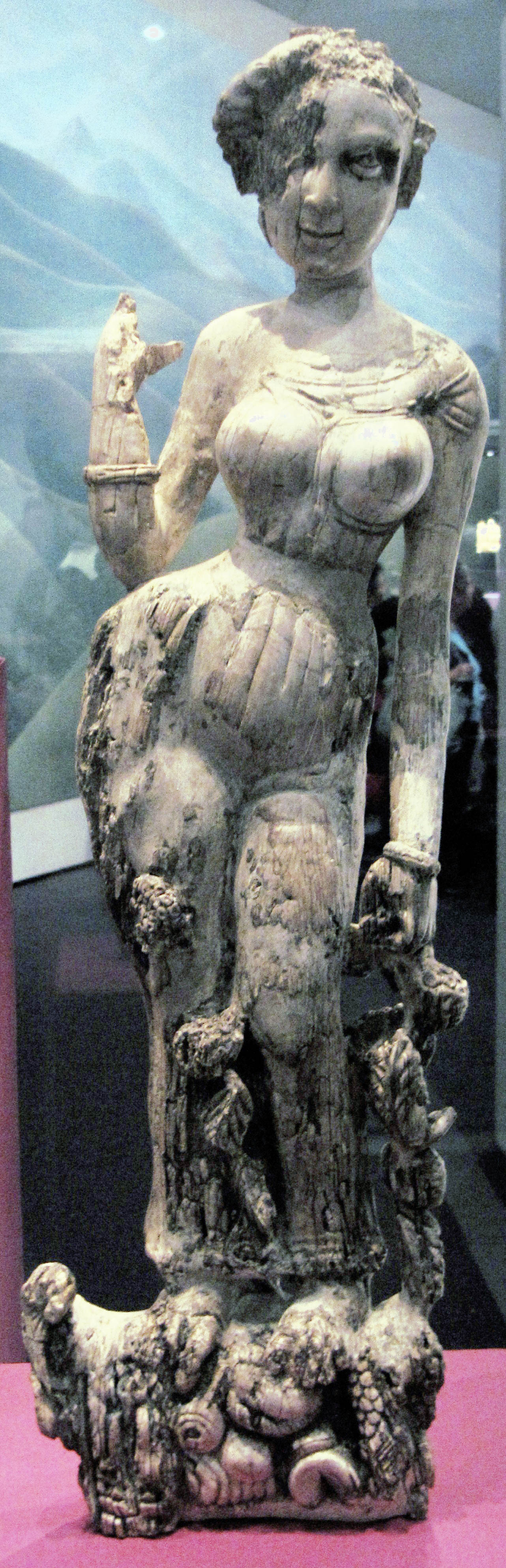
Déesse fluviale ou Yakshini (?) debout sur un makara, chambre 10, H. 45 cm. Musée national afghan de kaboul.
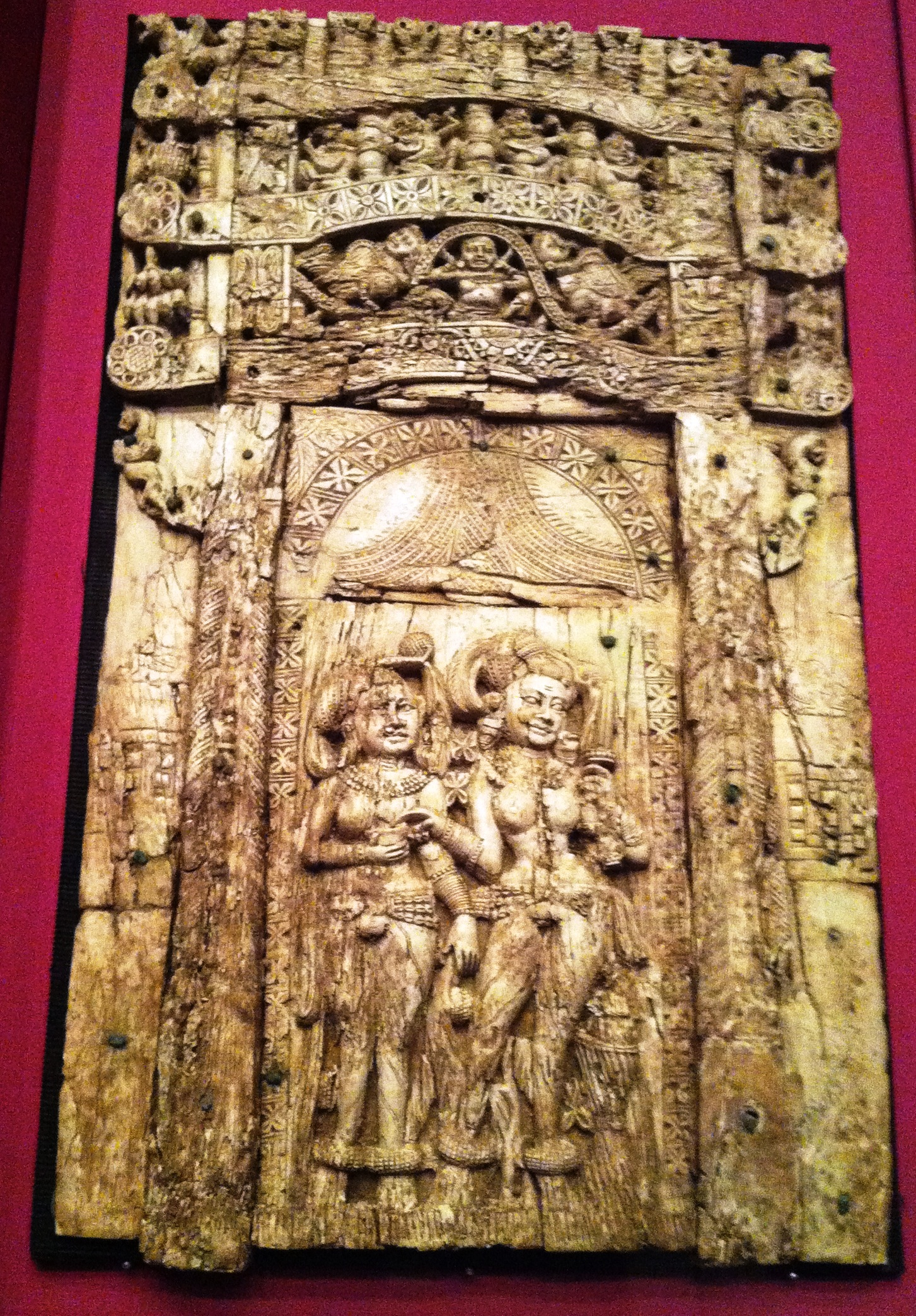
Plaque d'ivoire indien. Musée national afghan de Kaboul, pièce présentée lors de l'exposition au British Museum.
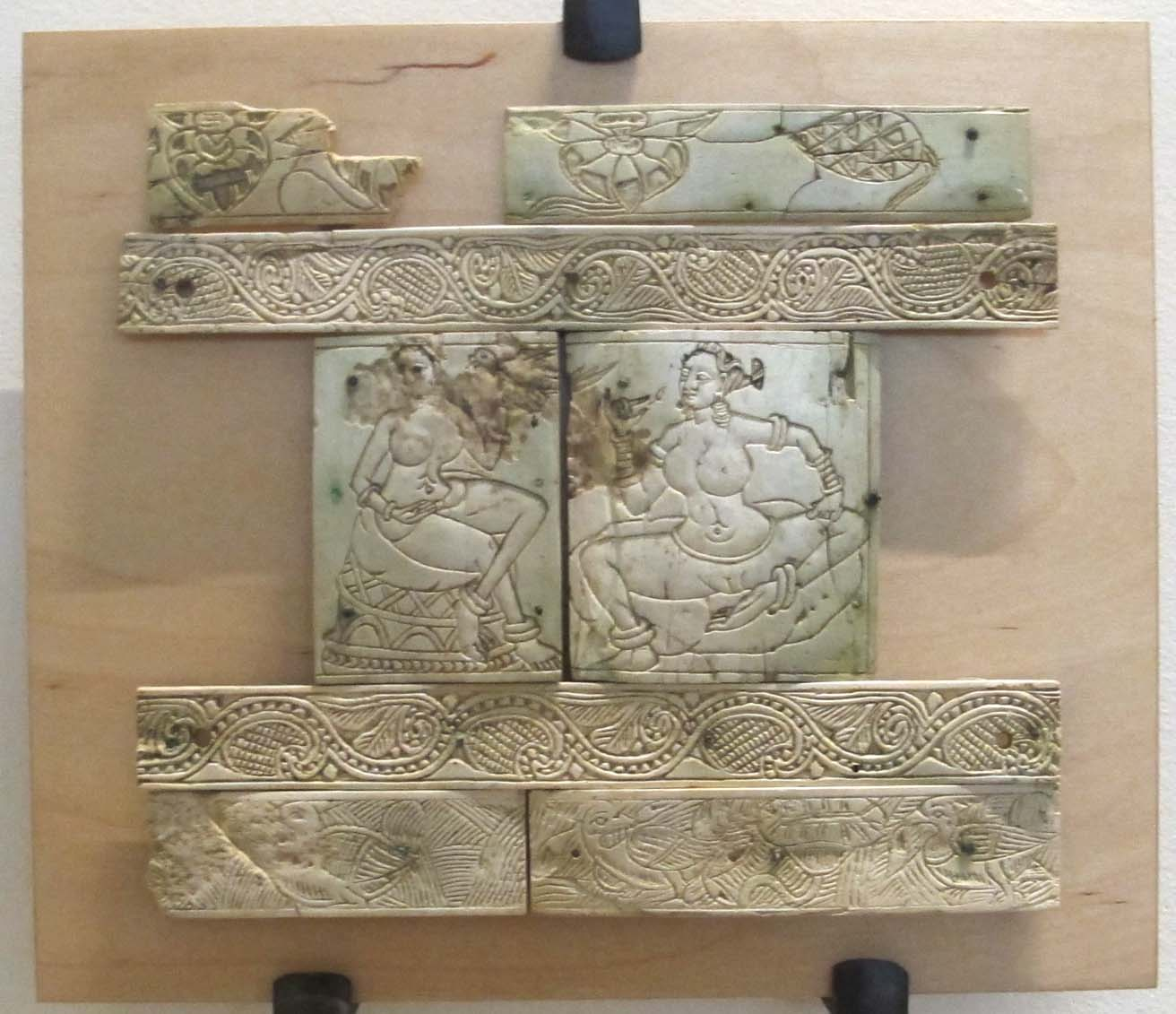
Plaques d'ivoire gravées, style et thème d'Inde du Nord / Nord-ouest. Ier siècle. Musée Guimet.
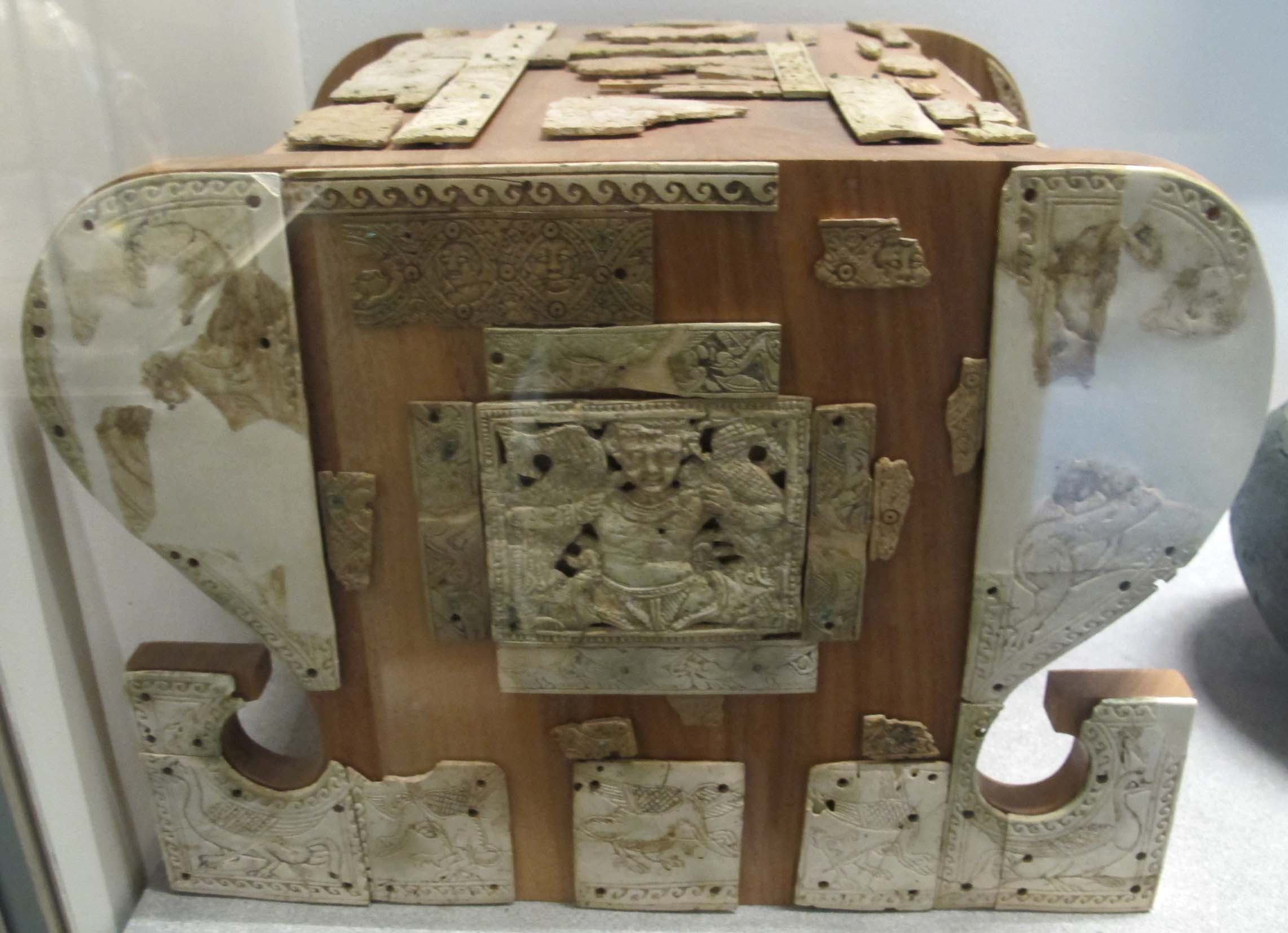
Restitution d'un coffret avec ses ornements en ivoire. Ier siècle. Musée Guimet.
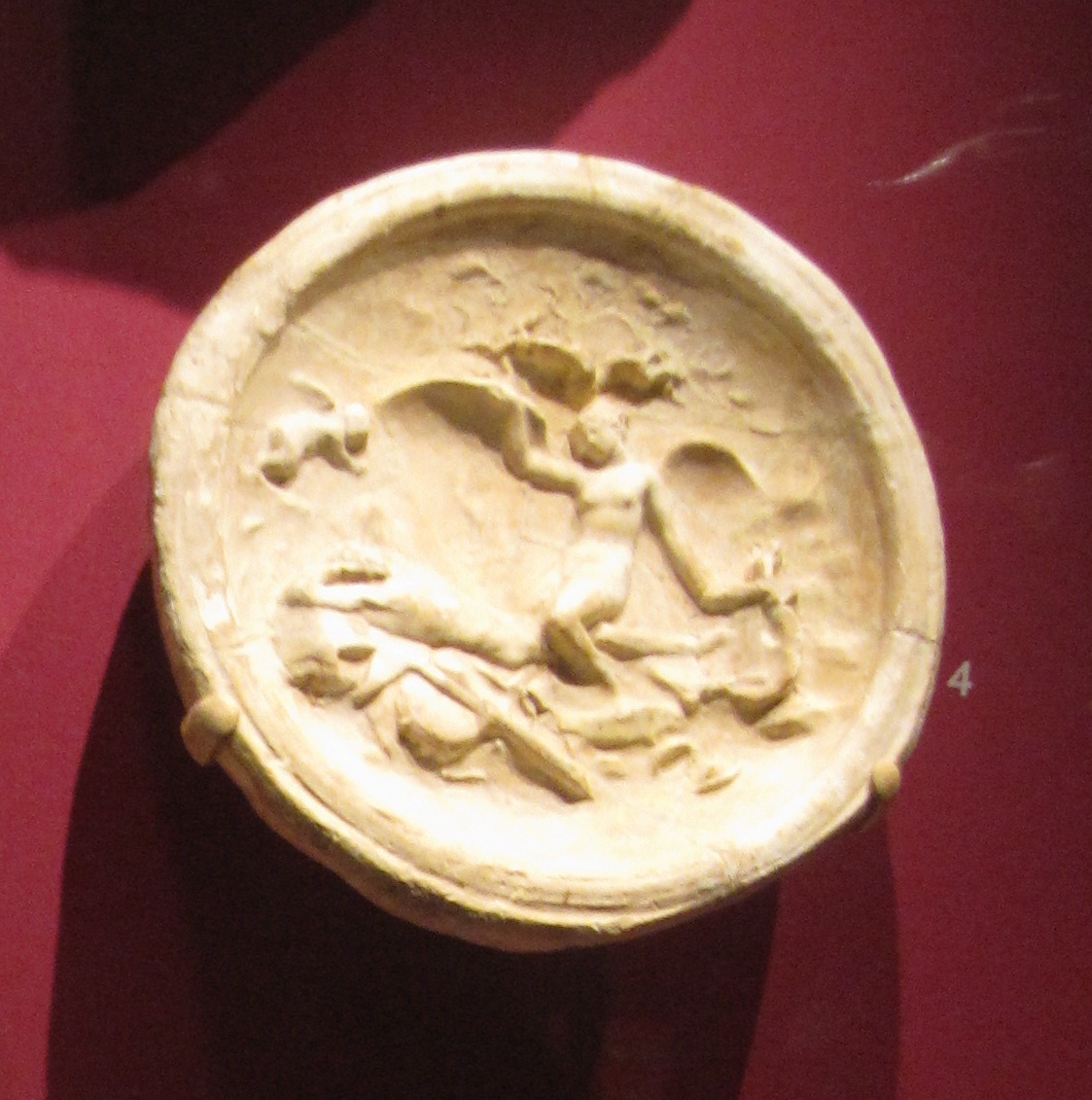
Emblema avec Endymion et Séléné[17]. Méditerranée, autour des Ier – IIe siècle. Plâtre.
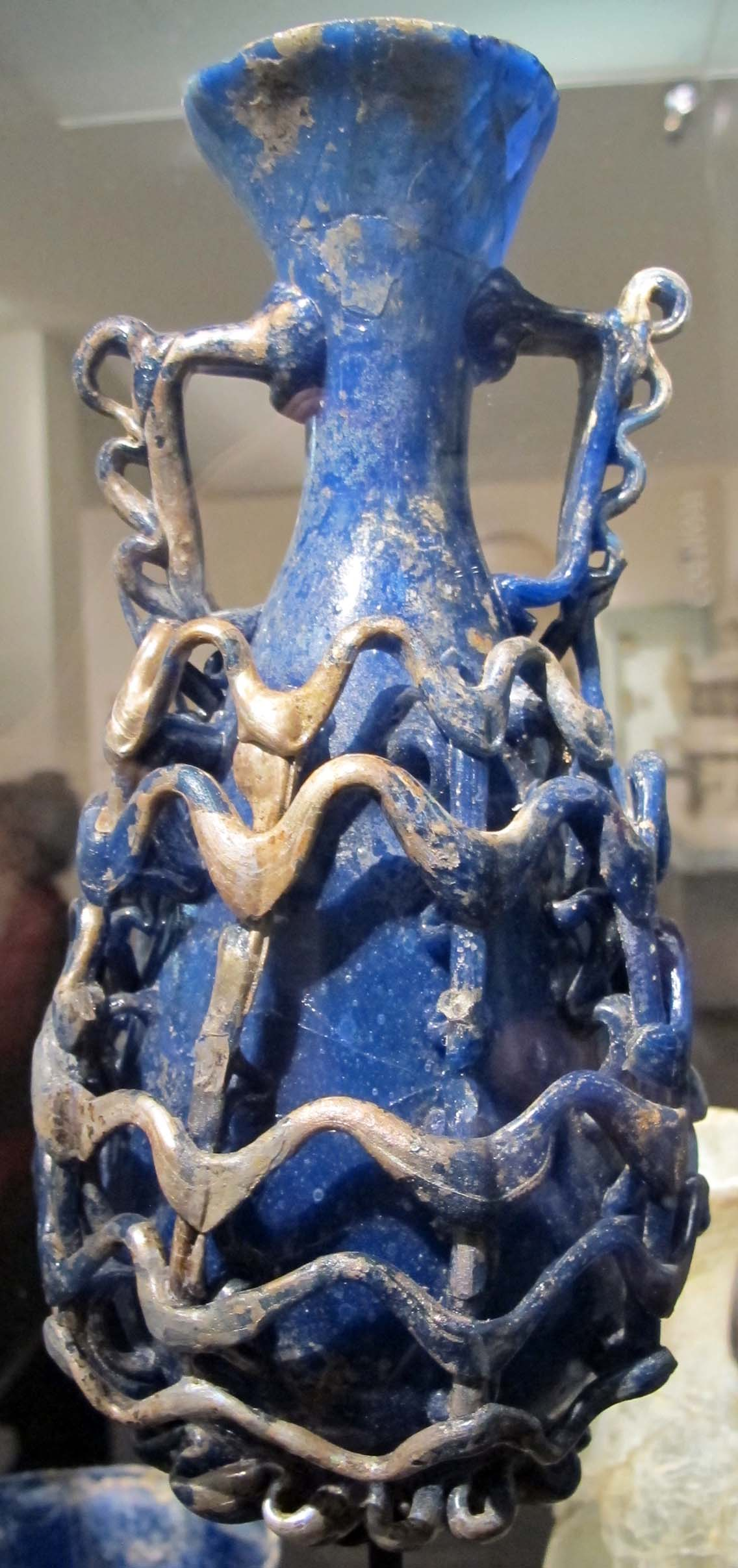
Bouteille  bleue et blanche à anses en forme d'amphore. Ier siècle. Musée Guimet.
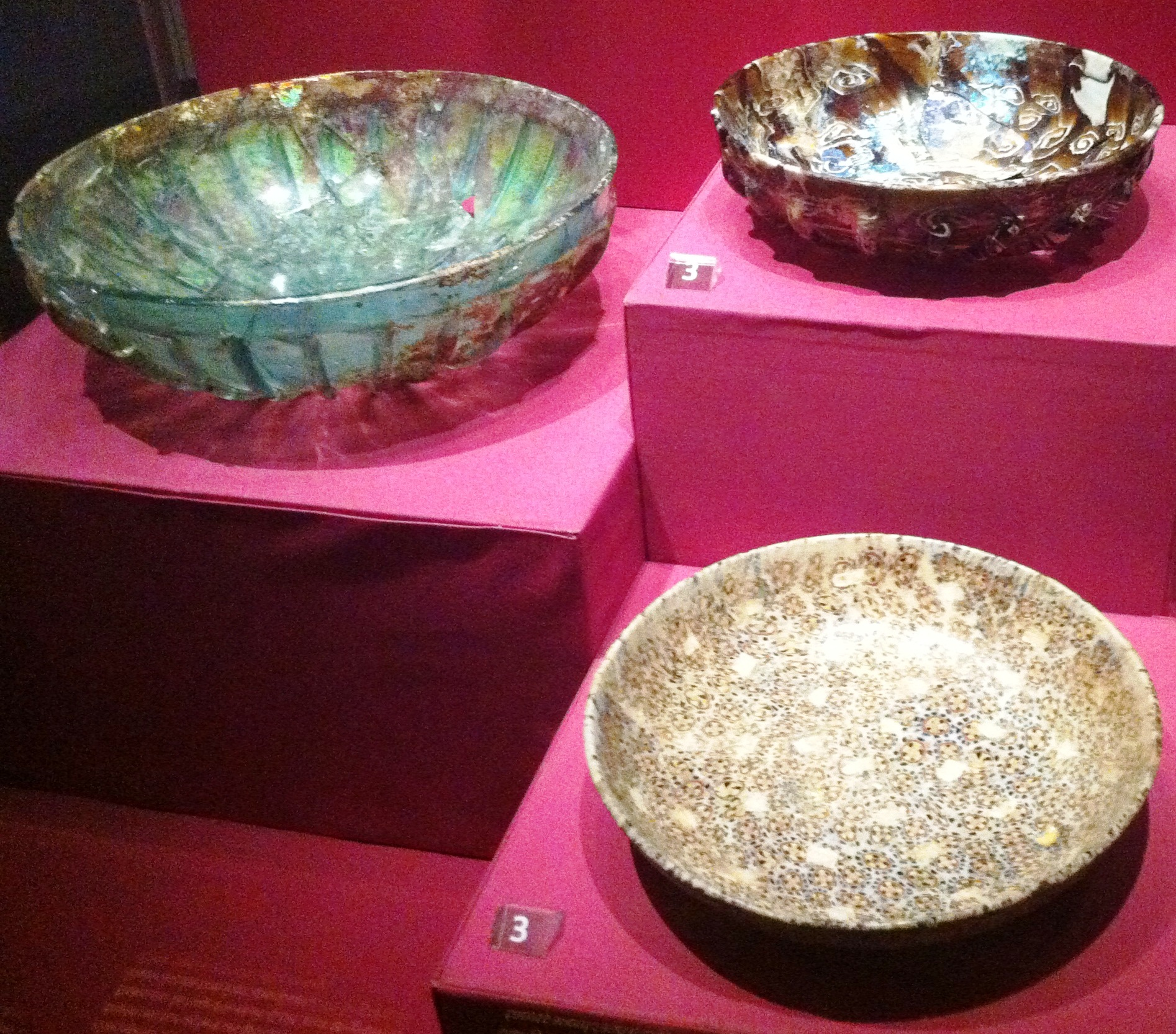
Phiale côtelée et assiettes creuses. National Museum of Afghanistan.
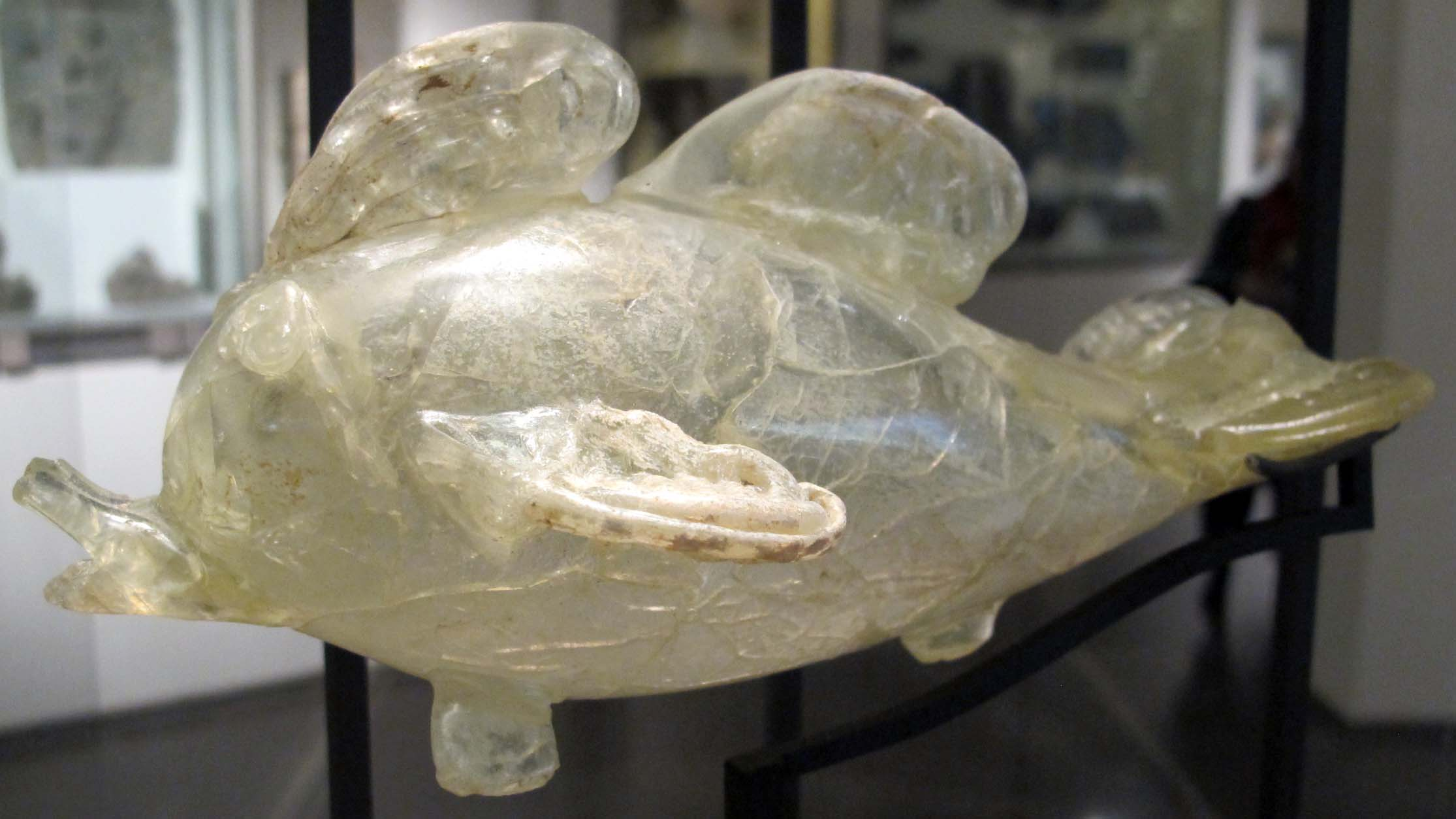
Flacon en forme de poisson. Ier siècle. Musée Guimet.

## Interprétation et datation
Les objets par leur variété posent de nombreuses questions, en particulier sur l'histoire de l'empire kouchan et des civilisations voisines, et aussi la raison de la concentration de tels éléments à cet endroit.
La datation de l'ensemble est complexe en 2004 la datation se porte sur le Ier siècle, et plus précisément sur l'époque du royaume indo-parthe, si les dates de ce royaume restent sans changement. Les recherches de 2001 évoquaient le début du IIe siècle, époque du règne de Kanishka à qui le trésor aurait peut-être appartenu. Les pièces retrouvées à Begrâm n'ont que peu de parallèles ailleurs qui auraient permis une comparaison, pour la verrerie romaine et aussi les ivoires dont seul un exemple provient de Pompéi. Cependant on remarquait en 2004 que ces verres colorés provenaient probablement d'Alexandrie d'Égypte. Un verre semblable a été découvert à Pompéi.
Les pièces gréco-romaines et chinoises sont datées du début de l'ère commune, les éléments d'ivoire étant plus difficiles à dater. L'Inde n'a en effet pas conservé de vestige de l'activité des ivoiriers de la période Ier siècle av. J.-C..-IIIe siècle.
Le trésor est un témoignage essentiel des échanges commerciaux denses que connaissait la région à l'époque. Le trésor démontre ainsi l'étendue des échanges entre traditions gréco-bactriennes, nomades et indiennes sous les souverains kouchans. L'art kouchan du Gandhara a su cultiver cette synthèse étonnante.

### Ouvrages généraux et sur l’Asie centrale en général
- Pierre Chuvin (dir.), Les Arts de l'Asie Centrale, Paris, Citadelles et Mazenod, 1999, 617 p. (ISBN 2-85088-074-4)
- Svetlana Gorshenina et Claude Rapin, De Kaboul à Samarcande : Les archéologues en Asie centrale, Gallimard, coll. « Découvertes Gallimard / Archéologie » (no 411), 2001, 160 p. (ISBN 978-2-07-076166-1)
- Gianni Guadalupi (trad. de l'italien), Ors et trésors : Chefs-d'œuvre de joaillerie de l'antiquité à nos jours, Paris, White Star, 2008, 349 p. (ISBN 978-88-6112-138-6)
- Emmanuel Choisnel, Les Parthes et la route de la soie, Paris, L'Harmattan, 2004, 277 p. (ISBN 2-7475-7037-1)

### Ouvrages sur l’Afghanistan
- Pierre Cambon, Afghanistan, une histoire millénaire, Paris-Barcelone, RMN/Musée national des arts asiatiques Guimet – Fundacion « La Caixa », 2002, 205 p. (ISBN 2-7118-4413-7)
- Bernard Dupaigne, Afghanistan : Monuments millénaires, Paris, Imprimerie nationale, 2007, 318 p. (ISBN 978-2-7427-6992-6)
- Pierre Cambon et Jean-François Jarrige, Afghanistan les trésors retrouvés : Collections du musée national de Kaboul, Paris, RMN/Musée national des arts asiatiques Guimet, 2007, 297 p. (ISBN 978-2-7118-5218-5)

### Articles et ouvrages sur le trésor
: document utilisé comme source pour la rédaction de cet article.
- Catherine Delacour, « Redécouvrir les verres du trésor de Begram », Arts asiatiques, vol. 48, no 1,‎ 1993, p. 53-71 (lire en ligne)
- Charles Picard, « Un thème alexandrin sur un médaillon de Begram : la cuisson symbolique du porc », Bulletin de correspondance hellénique, vol. 79, no 1,‎ 1955, p. 509-527 (lire en ligne)
- Osmund Bopearachchi, « Les données numismatiques et la datation du bazar de Begram », Topoi, vol. 11, no 1,‎ 2001, p. 411-435 (lire en ligne)
- Michel Pirazzoli-T'serstevens, « Les laques chinois de Begram. Un réexamen de leur identification et de leur datation », Topo, vol. 11,‎ 2001, p. 473-484 (lire en ligne)
- (en) St John Simpson, Indian ivories from Afghanistan : The Begram Hoard, Londres, The British Museum Press, 2011, 96 p. (ISBN 978-0-7141-1178-0)